# 漢嘉郡
漢嘉郡（かんか-ぐん）は、中国にかつて存在した郡。三国時代から晋代にかけて、現在の四川省雅安市一帯に設置された。

## 概要
後漢のときの蜀郡属国を前身とする。122年（延光元年）、属国都尉が置かれた。後漢の蜀郡属国は益州に属し、漢嘉・厳道・徙・旄牛の4県を管轄した。
221年（章武元年）、三国の蜀漢が蜀郡属国を漢嘉郡と改めた。
西晋のとき、漢嘉郡は漢嘉・徙陽・厳道・旄牛の4県を管轄した。
永嘉年間、成漢の李雄によって、漢嘉郡は沈黎郡と漢原郡に分割され、漢嘉郡の呼称は姿を消した。